# На мельнице
«На мельнице» — рассказ русского писателя Антона Павловича Чехова. Написан в 1886 году и опубликован в «Петербургской газете» (№ 316, 17 ноября, стр. 3, отдел «Летучие заметки»). Подписан рассказ псевдонимом А. Чехонте.

## Сюжет
Мельник Алексей Дорофеевич Бирюков бранится на монахов, по его мнению, ворующих у него рыбу (он взял реку на откуп у монастыря и платит за это деньги). Монахи Диодор и Клиопа ссылаются на разрешение архимандрита. В это время к нему приезжает старая мать, рассказывает про бедное и пьяное житье брата и его семьи, про не отданный, по её версии, мельником другому человеку долг, про недобрые слухи, ходящие о нём как о разбойнике. В отличие от брата, Алексей состоятелен, но не имеет семьи, нелюдим и, по мнению их матери, не является поэтому настоящим человеком. Мельник отвечает матери формально вежливо, но без почтения к её мыслям, называет глупой и советует не лезть в его дела. Нехотя он дает матери двугривенный.

## В театре
Рассказ используется в постановках современного театра на чеховские темы.